# 에스토니아의 대학교 목록
다음은 에스토니아의 대학 목록이다.

## 국립 종합대학
출처:

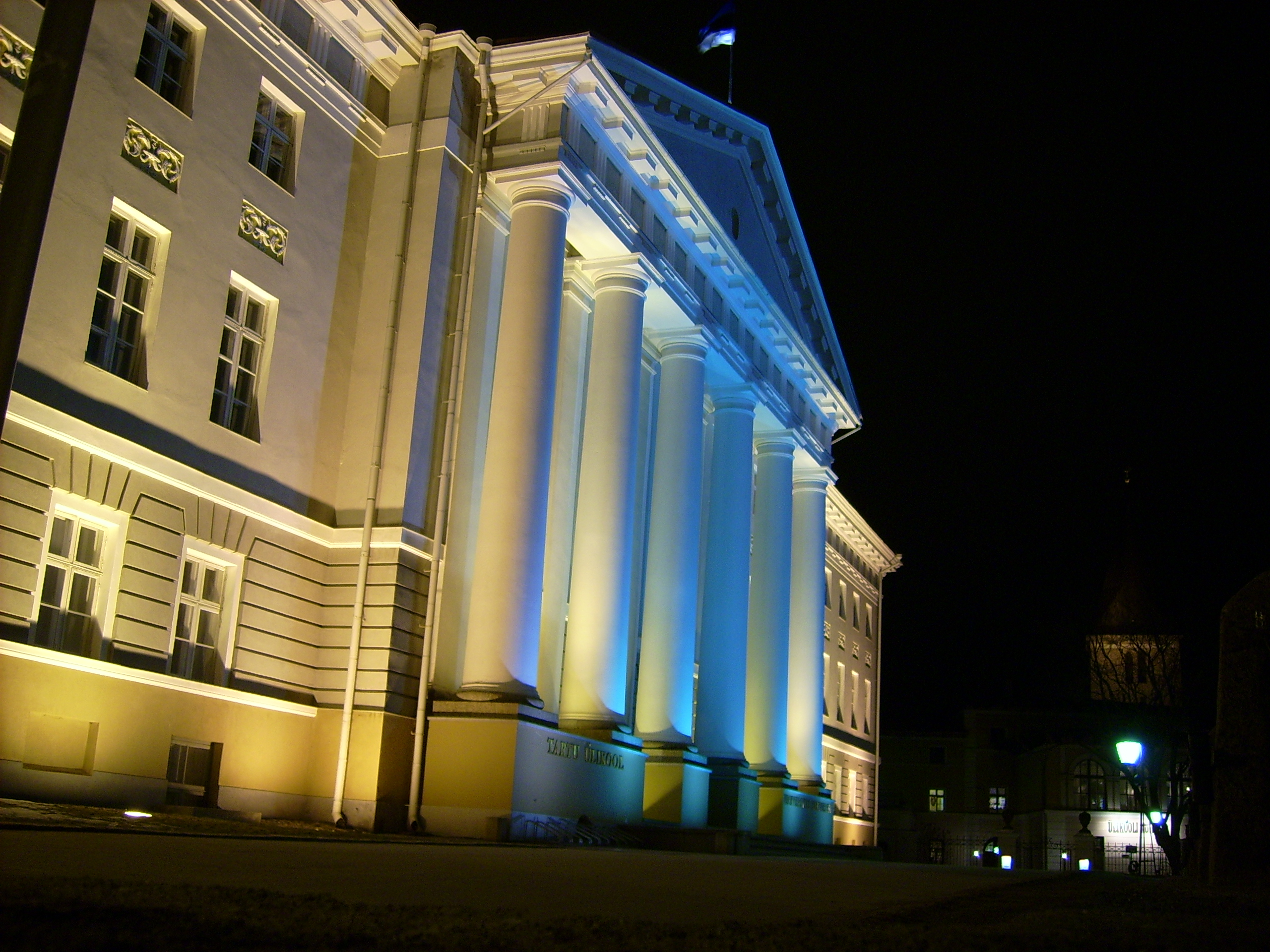
타르투 대학교는 국내에서 가장 오래되고 명망 높은 대학이다.

- 탈린 대학교 (Tallinna Ülikool)
- 탈린 공과대학교 (Tallinna Tehnikaülikool)
- 타르투 대학교 (Tartu Ülikool)

## 국립 특수대학
- 에스토니아 예술대학교 (Eesti Kunstiakadeemia), 탈린
- 에스토니아 음악연극대학교 (Eesti Muusika- ja Teatriakadeemia), 탈린
- 에스토니아 보안대학교 (Sisekaitseakadeemia), 탈린
- 에스토니아 항공대학교 (Eesti Lennuakadeemia), 타르투-레올라
- 에스토니아 해양대학교 (Eesti Mereakadeemia), 탈린
- 에스토니아 국방대학교 (KVÜÕA Kõrgem Sõjakool), 타르투
- 에스토니아 공공서비스대학, 탈린
- 에스토니아 생명과학대학교 (Eesti Maaülikool), 타르투
- 탈린 응용과학대학교 (Tallinna Tehnikakõrgkool), 탈린
- 팔라스 응용과학대학교 (Kõrgem Kunstikool Pallas), 타르투

## 사립 대학
- 에스토니아 경영대학(EBS), 탈린

## 다국적 기관
- 발트 국방대학교 (Balti Kaitsekolledž), 타르투

## 사립 교육기관
- 에스토니아 외교학교 (Eesti Diplomaatide Kool), 탈린
- 유로아카데미 (Euroakadeemia), 탈린
- 신학원 (Usuteaduse Instituut), 탈린
- 에스토니아 기업가정신 응용과학대학교 (Eesti Ettevõtluskõrgkool Mainor), 탈린
- 타르투 신학대학교 (Tartu Teoloogia Akadeemia), 타르투

## 분류되지 않음
- 탈린 서비스 학교
- 탈린 보건대학

## 같이 보기
- 대학 목록
- 국가별 대학 목록
- 에스토니아의 학교 목록